# 多摩市立豊ヶ丘中学校
多摩市立豊ヶ丘中学校（たましりつとよがおかちゅうがっこう）は、東京都多摩市に2007年度まで存在した公立中学校。2008年4月1日に多摩市立貝取中学校と統合され、多摩市立青陵中学校となった。豊ケ丘と記載されることも多々ある。

## 所在地
東京都多摩市豊ヶ丘4丁目4番

## 施設概要
- 校地面積 - 28,517m2
- 校舎建築面積 - 1,449m2
- 校舎1階床面積 - 1,392m2
- 校舎延床面積 - 6,154m2
- 体育館床面積 - 900m2
- プール - 25m 6コース
- 併設クラブハウス - 200m2

## 部活動
- 陸上競技部
- 野球部
- サッカー部
- ソフトテニス部
- バドミントン部
- 女子バスケットボール部
- 吹奏楽部
- クッキングサークル
- チャボの会

## 主な卒業生
- 山田一成（いつもここから）
- ホラン千秋
- 平松類(医学博士)